# RNF113B
RNF113B (англ. Ring finger protein 113B) – білок, який кодується однойменним геном, розташованим у людей на 13-й хромосомі. Довжина поліпептидного ланцюга білка становить 322 амінокислот, а молекулярна маса — 36 259.
| 10         |  | 20         |  | 30         |  | 40         |  | 50         |
| ---------- |  | ---------- |  | ---------- |  | ---------- |  | ---------- |
| MAAPPSPGRT |  | ADQADQVCTF |  | LFKKPGRKGA |  | AGLRKRPACD |  | PEHGESSSSG |
| DEGDTVAQPP |  | RVAPRPRGLH |  | SWQKAAHGDR |  | RGEEAAPESL |  | DVVYRSTRSA |
| KPVGPEDMGA |  | TADFEQDTEK |  | EHHTPTILKC |  | SQRVQEALRG |  | REHDHIYRGI |
| HSYLRYLKPK |  | DTSMGNSSSG |  | MARKGPIRAP |  | GHLRATVRWD |  | YQPDICKDYK |
| ETGFCGFGDS |  | CKFLHDRSDY |  | KLGWEIEREL |  | EEGRYCICED |  | ENHEVGSEEE |
| EIPFRCFICR |  | QAFQNPVVTK |  | CRHYFCESCA |  | LEHFRATPRC |  | YICDQPTGGI |
| FNPAKELMAK |  | LQKLQAAEGK |  | KR         |  |            |  |            |

A: Аланін

C: Цистеїн

D: Аспарагінова кислота

E: Глутамінова кислота

F: Фенілаланін

G: Гліцин

H: Гістидин

I: Ізолейцин

K: Лізин

L: Лейцин

M: Метіонін

N: Аспарагін

P: Пролін

Q: Глутамін

R: Аргінін

S: Серин

T: Треонін

V: Валін

W: Триптофан

Білок має сайт для зв'язування з іонами металів, іоном цинку. 